# イオンモール岡崎
イオンモール岡崎（イオンモールおかざき）は、愛知県岡崎市戸崎町にある、イオンモールが管理運営するショッピングセンター（ショッピングモール）である。
通称はイオン岡崎。北側のイオンスタイル岡崎と南側1階のジェイアール名古屋タカシマヤ フードメゾン岡崎店が核テナントで、その他はイオンモール専門店街となっており、イオンスタイル岡崎の西側がイオンシネマ岡崎となっている。かつては南側の各フロアに西武岡崎店が入居していた。

## 概要
1995年（平成7年）、日清紡績（現在の日清紡ホールディングス）戸崎工場の一部に開店したジャスコ岡崎南店（現在のイオンスタイル岡崎）を2000年（平成12年）9月22日に拡張し、イオン興産（現在のイオンモール）のショッピングセンターとして増床グランドオープンした、イオングループにおける百貨店と総合スーパー（GMS）の「2核1モール型」の先駆けともいえる店舗である。
建物は地下1階地上4階建てのGMS2棟とエンクローズドモールで構成されている。天井はGMS棟は3メートルと5メートル、モール棟は5メートルで設定されている。また三河地方最大のショッピングモールでもある。新設されたシネマ館はイオン棟2階西側からの連絡通路で行くことが可能。
また、シネマ館屋上駐車場からイオン屋上駐車場は車での連絡通路となっている為そこからも行くこともできる。なお、シネマ館は3階にある為エレベーターや階段で降りないと行けない。
駐車場の容量は4,300台で駐車場はB1F地下駐車場、4階屋内駐車場、R階屋上駐車場、平面駐車場、シネマ館駐車場（3階を除く）、立体駐車場棟と6か所となっている。現在の駐車場高さ制限は2.1mだが、 2008年までは2.3mだった。
商圏は自動車30分圏内の約67万人とし、年間1500万人の来客があったが、2008年（平成20年）の増床により商圏を東三河などを含めた自動車50分圏内の約100万人に拡大し、年間で300万人増の1800万人の来客を見込んでいる。
また、敷地内に外山古墳群（イオン藤さき古墳広場）がある。建設中に出土し、公園として整備されている。

## 歴史
1988年（昭和63年）、日清紡績が同社戸崎工場と国道248号を挟んだ社有地14,500m2にジャスコを核とする5階建てのショッピングセンターの建設を計画。店舗面積は17,400m2で、うちジャスコは約10,000m2、駐車場の収容台数を700台とした。この時の仮称は「戸崎ショッピングセンター」だった。計画は1990年5月に商業活動調整協議会で大規模小売店舗法（大店法）3条の結審を受けた。
しかし、近くにダイエーや西友などが大規模商業施設を建設することが明らかになったことから、計画場所を戸崎工場内に移転し、敷地面積を2.5倍の約36,900m2に拡張、店舗面積29,000m2（うちジャスコは18,000m2）、駐車場1,500台に拡大した。この計画変更で、戸崎工場はグラウンドや社宅などを取り壊し、また工場の紡錘能力約5万錘のうち1万9千錘を減錘することとなった。大店法3条結審後の計画変更は異例だった。
1995年（平成7年）9月30日、「ジャスコ岡崎南店」として開業した。建物は、前年に施行されたハートビル法を県内で初めて適用したものだった。一方で、1997年（平成9年）3月末に戸崎工場が閉鎖。また、1998年（平成10年）3月に中心市街地の康生地区にあったジャスコ岡崎店が閉店した。これらの動きと前後して、ジャスコ岡崎南店の拡張計画が進行し、1998年（平成10年）1月にイオン興産（現在のイオンモール）をデベロッパーとして、西武百貨店（現在の西武）や専門店約200店が入居する「イオン岡崎ショッピングセンター」の計画が発表。同年2月に中部通産局に大店法による建築申請がされた。しかし、岡崎市立南中学校や愛知県立岡崎盲学校など学校が多く教育環境が悪化することや、交通渋滞・騒音による住環境の悪化を心配した地元住民によって計画の変更を求める声が相次ぎ、11,288人の署名が岡崎市役所に提出された。こうした声を受けてイオン側は、増築する延べ床面積を16,000m2に減らし、ボウリング場の出店をやめて文化ホールを設け、アミューズメント施設の閉店時間を0時から22時に計画を変更した。
2000年（平成12年）9月22日、イオン岡崎ショッピングセンターが開業。西武百貨店と130の専門店を新設。
2007年（平成19年）9月22日、開発・運営主体のイオンモールの合併に伴い「イオン岡崎ショッピングセンター」から「イオンモール岡崎」へ名称変更。
2008年（平成20年）1月には、更なる拡張を発表。同年11月28日に開業した。拡張では、西側に隣接する中部電力岡崎支店の資材置き場跡地に10スクリーンのシネマコンプレックス（イオンシネマ岡崎）を核とするシネマ館と、本棟のジャスコと西武の間のイオンモール専門店街（現在のウエストアベニュー）に平行する形で、増設した新専門店街（イーストアベニュー）も併せてグランドオープン。またジャスコ3階にはイオンラウンジが設置された。増床ソフトオープンはグランドオープンの前日であった。
2009年（平成21年）8月1日、出店主体の西武百貨店の合併に伴い「西武百貨店岡崎店」から「西武岡崎店」へ名称変更。
2019年（令和元年）10月10日、セブン&アイ・ホールディングスはグループ各社のリストラ策を公表した。その一環としてそごう・西武は、本ショッピングセンターに入居している西武岡崎店を2020年（令和2年）8月末に閉店する事を決定。併せてイオンモール岡崎は西武退店跡も含め「2020年（令和2年）秋から2021年（令和3年）春4月16日にかけて大規模に店舗を改装する」と発表した。
2020年（令和2年）8月31日をもって、西武岡崎店が閉店。その他の専門店の一部も、リニューアルに合わせて同日までに閉店した。
2021年（令和3年）4月16日、東棟をリニューアルオープン。旧西武岡崎店跡のうち2〜4階部分に新規テナントが導入された。
東棟1階の旧西武岡崎店跡には同年6月9日、ジェイアール名古屋タカシマヤの運営会社であるジェイアール東海高島屋がデパ地下型食料品売り場の「ジェイアール名古屋タカシマヤ　フードメゾン岡崎店」を2022年（令和4年）3月15日に出店すると発表した。これによって、本ショッピングセンターはすべてのリニューアルが完了した。

## ギャラリー
- イオンシネマ岡崎
- 外山古墳群（イオン藤さき古墳広場）
- 増築前（2007年（平成19年）8月）
- 増築前（2007年（平成19年）8月）
- 3階にある未来屋書店とスターバックス

## テナント
核店舗にイオンスタイル岡崎とジェイアール名古屋タカシマヤ フードメゾン岡崎店を配置し、200以上の専門店が入居している。

### イオンスタイル岡崎
イオンリテールにより運営されており、店舗は地上3階まであり、地上階は専門店街と一体になっている。2階にはシネマ館への連絡通路がある。3階にはイオンラウンジが設置されている。
1995年（平成7年）9月30日に開店。1998年（平成10年）のジャスコ岡崎店の閉店で、岡崎市内で唯一のジャスコ店舗となった。2011年（平成23年）3月1日に、店舗ブランドの統一に伴い店舗名を「ジャスコ岡崎南店」から「イオン岡崎南店」に改称した。
2024年（令和6年）12月13日には現在の「イオンスタイル岡崎」に再改称され、2階の衣料品売場が専門店集積型にリニューアルされた。

### ジェイアール名古屋タカシマヤ フードメゾン岡崎店
ジェイアール東海高島屋が運営する食料品専門店。2022年（令和4年）3月15日開店。旧西武岡崎店跡地1階の東側に出店している。

### イオンシネマ岡崎
イオンエンターテイメントが運営するシネマコンプレックス。2008年（平成20年）11月28日開業。シネマ館の3階に入居している。10スクリーン、1376席（車椅子席含む）を擁し、スクリーン1は3D上映に対応。開業当初はイオンシネマズが運営していたが、2013年（平成25年）7月1日よりイオンエンターテイメントに運営が引き継がれた。

#### 設備
| スクリーン番号 | 一般席 | 車椅子席 | 総合座席数 | 備考 |
| -------------- | ------ | -------- | ---------- | ---- |
| 1              | 135席  | 2席      | 137席      |      |
| 2              | 230席  | 2席      | 232席      |      |
| 3              | 274席  | 2席      | 276席      |      |
| 4              | 117席  | 2席      | 119席      |      |
| 5              | 91席   | 2席      | 93席       |      |
| 6              | 98席   | 2席      | 100席      |      |
| 7              | 115席  | 2席      | 117席      |      |
| 8              | 104席  | 2席      | 106席      |      |
| 9              | 104席  | 2席      | 106席      |      |
| 10             | 88席   | 2席      | 90席       |      |

### イオンモール専門店街
ウエストアベニューとイーストアベニューから構成され、上階は吹き抜けとなっている。1階はレストラン街などから構成され、南に「イオンモールセントラルコート」があり、イベントなどに利用されている。2階はファッション店を中心に構成されている。また、3階には「イオンホール」が設置され、展覧会などに利用される。このほか、3階にはフードコートがある。
2021年4月16日には旧西武岡崎店跡にも拡大し、新たに30店舗が入居した。西武4階に入居していた岡崎ロフトは西武閉店後1階で仮店舗として営業を続けていたが、再度4階に移設されてリニューアルオープンした。
また、イオンスタイルの西側に「シネマ館」がある。3階にイオンシネマ岡崎、ゲームコーナーのPLAZA CAPCOMが入居している。1、2、4、5階は立体駐車場で、3階がイオンスタイル岡崎2階と連絡通路で結ばれている。
また、R階屋上駐車場も連絡しているためシネマ館のスロープを使わなくても直接シネマ館屋上駐車場へいける。

## かつての主なテナント

### 西武岡崎店

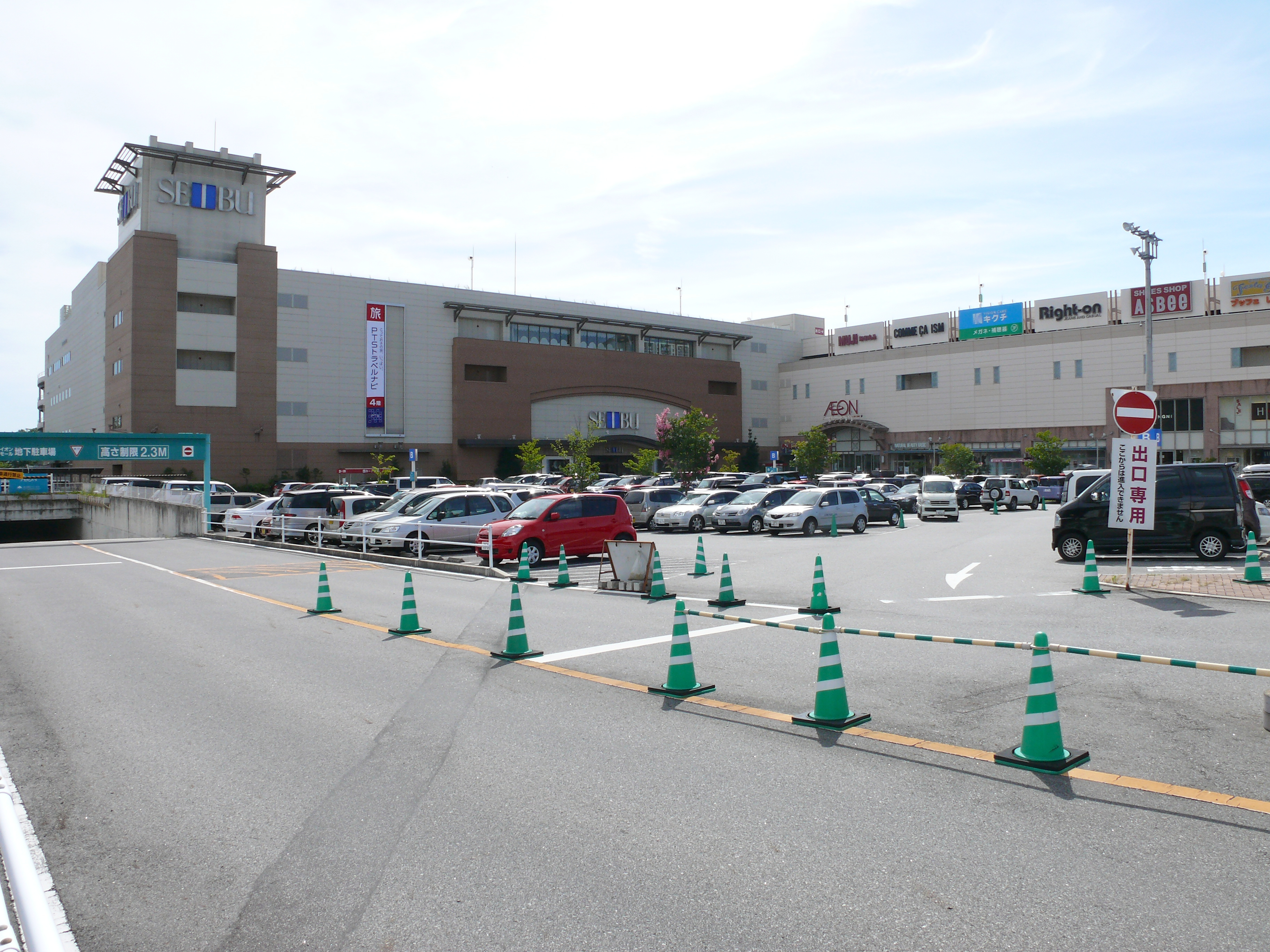
西武岡崎店（2007年8月）

2000年（平成12年）9月22日に開業。店舗は地上4階まであり、4階にはロフトが入店していた（現在、ロフトはリニューアルオープンし営業中）。なお、地下1階、R階は駐車場であった。
セブン&アイ・ホールディングス傘下となった西武百貨店が、最大のライバルであるイオングループの運営するショッピングセンターに入居する特殊な出店形態となっていた。これは開店当時は西武百貨店とイオンは共同で多店舗展開を予定しミレニアム企画という会社を設立し静岡県浜北市（現在の浜松市浜名区）や群馬県太田市に出店する計画があったため。しかし西武百貨店の経営状態が芳しくなかったことや、そごうとの経営統合に経営資源を集中させたことから立ち消えとなった。
小規模な店舗であることが買い物客を館内のすみずみまで行き渡せる効果を生み、2008年（平成20年）2月期に102億7300万円の売上を計上。一時は西武百貨店の中でも優良店舗の一つに数えられるまでになっていた。しかしその後は営業不振に陥り、前記の通り2020年（令和2年）8月に営業を終了する事となり、予定通り2020年（令和2年）8月31日をもって閉店、西武百貨店はイオンモール及び愛知県から姿を消した。尚、当日は同年に流行していた新型コロナウイルス感染対策の一環でセレモニーは実施されず、静かな閉店となった。

## 交通アクセス
駐車場の出入口は9か所あり、国道248号と愛知県道483号岡崎幸田線（電車通り）の大通りに出ることができる。しかし、土日祝日などは周辺道路は慢性的に渋滞が発生する。また愛知県道48号岡崎刈谷線（竜南メーンロード）も周囲的に混雑する。
公共交通機関でのアクセスは、東岡崎駅・岡崎駅のほぼ中間に位置しているため、両駅からの徒歩圏にはなく（徒歩20-25分）、バスに乗車する必要がある。敷地内には名鉄バスの「イオンモール岡崎」バス停が設置されており、東岡崎駅や岡崎駅へ結んでいる。このほか、別の系統のバスでも電車通りの「戸崎町」や「岡崎警察署前」または国道248号の「商工会議所前」の各バス停から徒歩で行くことができる。鉄道でのアクセスの場合、六名駅が最寄りとなるが、やや距離がある。